# Caridina gracilirostris
Caridina gracilirostris е вид ракообразно от семейство Atyidae. Видът не е застрашен от изчезване.

## Разпространение
Разпространен е в Индия, Индонезия (Калимантан, Малки Зондски острови, Папуа, Сулавеси и Суматра), Камбоджа, Мадагаскар, Малайзия (Западна Малайзия и Саравак), Палау, Провинции в КНР, Сингапур, Тайван, Тайланд, Фиджи, Филипини и Япония.